# 뉴진스 코드 in 부산
뉴진스 코드 in 부산({{llang|en|NewJeans Code in Busan})은 부산광역시와 부산관광공사가 제작하고 SBS에서 배급한 대한민국의 여행 리얼리티 방송 시리즈이다. K-pop 걸 그룹 NewJeans가 출연하며, 2일간의 부산 여행 동안 여러 랜드마크를 방문하는 모습을 담은 3부작 시리즈이다. 2030년 세계 박람회 부산 유치를 지원하기 위해 제작된 한류 콘텐츠 시리즈의 일환으로 기획되었다.
이 프로젝트는 2022년 9월에 처음 발표되었으며, 2022년 10월 16일 SBS TV에서 KST 12시 10분에 첫 방송되었다. 3주 연속 일요일에 방영될 예정이었으나, 마지막 에피소드는 2022년 11월 6일로 연기되었다. 이 시리즈는 Wavve에서 스트리밍으로 공개되었으며, 두 달 만에 2,380만 시청 시간을 기록했다. 방송 후 여러 촬영지에 팬들이 몰리자 부산관광공사는 이 시리즈를 기반으로 두 개의 여행 가이드를 제작했다.

## 제작
2022년 9월 16일, 대한민국의 방송사 SBS는 K-pop 걸 그룹 NewJeans가 출연하는 여행 리얼리티 방송 시리즈 뉴진스 코드 인 부산의 제작을 발표했다. 부산광역시와 부산관광공사가 제작한 이 다큐멘터리는 부산시, 부산관광공사, 부산영상위원회가 부산을 홍보하고 2030년 세계 박람회 유치를 지원하기 위해 후원하는 한류 콘텐츠 시리즈의 일환이다. 이 시리즈는 2022년 10월 15일 부산에서 열린 방탄소년단의 Yet to Come 콘서트에 이어 부산과 뉴진스의 레이블 ADOR의 모회사인 하이브의 두 번째 협업이다.
2022년 9월 26일과 27일에 촬영된 이 시리즈는 뉴진스가 2일간의 여행 동안 QR 코드를 통해 부산을 탐험하고 더 많이 배우는 모습을 담고 있다. 그룹은 송도 스카이파크, 부평 깡통시장, 태종대, 다대포 해수욕장을 방문했다. 다대포 꿈의 낙조분수, 스카이라인 루지 부산, 전포공구길, 청사포, 광안리해수욕장, 영도 해양모험공원 등 부산의 다른 장소들도 배경으로 등장했다. 이 프로젝트에 대해 박형준 부산시장은 다음과 같이 말했다.

"세계적인 K-pop 아티스트와 부산의 협력은 부산 관광 브랜드 인지도를 높이고 코로나19로 침체되었던 관광 시장을 활성화하는 데 큰 힘이 되고 있습니다. [...] 다시 태어나도 살고 싶은 부산을 전 세계에 알리는 계기가 되기를 바랍니다."

## 공개 및 마케팅
2022년 10월 7일 티저 영상이 공개되었다. 이 시리즈는 2022년 10월 16일 SBS TV에서 KST 12시 10분에 첫 방송되었으며, 3주 연속 일요일에 방영될 예정이었다. 그러나 이태원 참사 이후 발표된 국가 애도 기간을 존중하기 위해 마지막 에피소드는 연기되었다. 최종회는 2022년 11월 6일에 방영되었다. 이 시리즈는 Wavve에서 스트리밍으로 공개되었다.
부산관광공사는 유튜브와 틱톡에 시리즈의 비하인드 영상과 클립을 담은 여러 홍보 영상을 공개했다. 2022년 10월 21일, 부산관광공사는 이 시리즈를 기반으로 한 여행 일정을 만들 것이라고 발표했다. 2022년 10월 21일부터 30일까지 "미션 투어 이벤트"를 진행했는데, 참가자는 일정을 따라 각 장소에서 QR 코드를 스캔하여 미션을 완료하고 경품을 받을 수 있었다.

## 에피소드
| 번호 | 제목 | 본 방송 날짜     |
| ---- | --- | ---------------- |
| 1    | "See You in Busan with NewJeans!" "'뉴진스와 부산에서 만나요!'" ('Nyujinseuwa Busan-eseo Mannayo!')                                                 | 2022년 10월 16일 |
| 2    | "Full-scale Trip to Busan with NewJeans★" "뉴진스와 함께 하는 본격 부산 여행★" (Nyujinseuwa Hamkke Haneun Bongyeog Busan Yeohaeng★)                 | 2022년 10월 23일 |
| 3    | "From Food to Experience! NewJeans' Trip to Busan" "먹방부터 체험까지! 뉴진스의 부산 여행" (Meogbangbuteo Cheheomkkaji! Nyujinseuui Busan Yeohaeng) | 2022년 11월 6일  |

## 영향
이 시리즈는 Wavve에서 두 달 동안 2,380만 시청 시간을 기록했다. 관련 홍보 영상은 유튜브에서 총 500만 조회수를 기록했으며, 틱톡 해시태그는 1,320만 조회수를 넘어섰다. 2022년 10월 26일, 스포츠동아의 유혜지 기자는 송도 스카이파크, 영도 해양모험공원, 전포공구길, 청사포항, 다대포 꿈의 낙조분수, 멤버들이 음식을 구매한 여러 상점 등 여러 촬영지에 미션을 완료하고 QR 코드를 스캔하는 팬들로 붐볐다고 보도했다. 이 시리즈 덕분에 전포공구길, 다대포 꿈의 낙조분수, 명지동의 해삼 구이에 대한 관심이 높아졌다고 보도되었다. 이에 부산관광공사는 이 시리즈를 기반으로 두 개의 공식 여행 가이드를 만들기로 결정했다. 시 관계자는 "QR 코드를 활용한 정보와 여행 코스를 통해 신선한 여행 콘셉트를 제시해 시청자들의 여행 욕구를 자극했다"고 밝혔다.